# Rock alternativo
El rock alternativo (también llamado alt-rock o simplemente alternativo o alternative) es un género musical que nació a finales de los años 1980 y que muchas veces utiliza música compuesta por sonidos y elementos musicales no tradicionales, apegándose a la llamada cultura underground (es decir, un género antipopular, anticomercial y contrario a los estilos comunes y populares). Alcanzó sus mayores cuotas de madurez y popularidad en los años 1990, así como todos los subgéneros que han surgido a partir de él desde entonces.
El rock alternativo es un subgénero del rock que tiene sus orígenes e influencias musicales en estilos musicales tan variados como el punk rock, el post-punk, el new wave, el hardcore punk, el folk rock y el pop rock.
El término «alternativo» se acuñó para describir una nueva y distinta forma de hacer rock, estilo que comúnmente está asociado a ser muy masivo y de alta popularidad al igual que el pop; mientras que este nuevo género no ponía el énfasis en el éxito o las ventas, sino que casi al contrario, con un sonido menos melódico que se movía entre pequeños bares, pubs o clubes del circuito underground (es decir, que no se ajustaban a la música mainstream de la época); también, no se valían de la radio para popularizarse, sino que más bien del "boca a boca"; otra característica común de estos artistas o grupos era que grababan sus álbumes en discográficas independientes. Entre los diversos géneros que han surgido en la escena independiente, cabe destacar el shoegaze, el noise rock, el grunge, el britpop o el indie rock, entre muchos otros. Estos estilos tienen en común la herencia del espíritu del punk y de los géneros que surgieron a partir de él.
Aunque la denominación hace referencia al rock, algunos de los subgéneros que engloba también reciben la influencia de otros estilos como el folk, o el jazz entre otros. En ocasiones el término se ha empleado equivocadamente a partir de los años 1990 como una expresión comodín para denominar, paradójicamente, al rock en general.
Durante los años 1980, el éxito comercial de algunos grupos de rock que no abandonaron sus planteamientos originales como Sonic Youth, R.E.M. o The Cure, supuso que no se diera tanta importancia a grabar para una discográfica independiente o tener éxito únicamente en circuitos underground, como a ser una alternativa a la música comercial.
En la década de 1990, además de la maduración y la profundización del género, algunos subgéneros alcanzaron el esquivo éxito popular, de la mano de sonidos más comerciales, como el grunge en los Estados Unidos y el britpop en el Reino Unido. Otra tendencia que se consolida a partir de esta década, particularmente en los países latinos de Europa y América, es el rock mestizo, con grupos como Mano Negra.
Entre los álbumes de rock alternativo más alabados por la crítica se encuentran OK Computer y The Bends de Radiohead, Siamese Dream y Mellon Collie and the Infinite Sadness de The Smashing Pumpkins, Grace de Jeff Buckley, Blood Sugar Sex Magik de Red Hot Chili Peppers, Out of Time de R.E.M, Ten de Pearl Jam y (What's the Story) Morning Glory? de Oasis. En volumen de ventas, el más exitoso es el álbum Nevermind de Nirvana, con más de 30 millones de copias en todo el mundo.

## Música y sonido
En términos de sonido, tiene grandes similitudes con el post-punk con sonidos menos armónicos, menos melódicos, depresivos, desgarradores y carentes de todo sentido alegre o festivo. Como ya se ha dicho, utiliza música compuesta por elementos y sonidos musicales no tradicionales, y a veces hasta pasa por alto elementos de la estructura musical como armonía y ritmo. La composición y la creación musical suelen concentrarse en el sonido general de la obra más que en el lucimiento de un solo instrumento o músico, al igual que en el rock experimental y el rock progresivo; los vocalistas suelen cantar con una voz y un tono carente de todo sentimiento; Generalmente, el ritmo de las canciones es lento y, con mucha frecuencia, sobrepasan los cuatro minutos de duración mínima y no es frecuente el uso de solos de guitarra. También esta fuerte relación se aprecia en la composición lírica, donde muchas veces los versos no riman unos con otros. La evolución en relación con el post-punk, se nota a partir de nuevos sonidos y formas de tocar la guitarra (muchas veces se ocupan guitarras con sonido distorsionado), pudiendo también incluir la guitarra acústica por ejemplo. También, en el caso de algunas bandas y artistas, el rock alternativo toma influencias del hard rock en la agresividad y solos de guitarra de las canciones, aunque la diferencia radica en que estos solos suelen ser mucho más ruidosos y antimelódicos (ejemplo: Radiohead, "My Iron Lung"; The Smashing Pumpkins, "Soma"; Jeff Buckley, "So Real").
Con el tiempo, ha evolucionado a una manera más libre, en donde la guitarra no es necesariamente la protagonista y añadiendo instrumentos como teclados, sintetizadores, piano y sinfónicos, y poniendo atención en sonidos atmosféricos (ejemplo: Radiohead, "All I Need"; The Verve, "Bitter Sweet Symphony"; Soda Stereo, "Nuestra Fe"), compartiendo así elementos con el rock experimental y el rock progresivo.
Cuando se compara el rock alternativo "clásico", con sus subgéneros, aparecen claras diferencias. El britpop agrega sonidos más melódicos, menos depresivos, mezclados con pop rock, lo que también le dio la gran popularidad que tuvo en años 1990; el grunge es mucho más centrado en la guitarra, con claras influencias del punk rock/hardcore punk y el heavy metal/hard rock; el shoegaze es una variación extremadamente focalizada en la atmósfera y es fuertemente influenciado por la neopsicodelia. Con uno de los subgéneros que guarda mayores diferencias es con el indie rock, ya que en términos de sonido, son casi opuestos. En realidad la paternidad del rock alternativo hacia el indie rock se asocia a que el primero abrió las puertas para el nacimiento de diversos movimientos de música independiente.

## El términorockalternativo
La música conocida actualmente como rock alternativo fue denominada bajo otras etiquetas antes de que el adjetivo «alternativo» fuera de uso común. En el Reino Unido se utilizó la expresión «college rock» para definir la música que se programaba en las emisoras de radio universitarias y los gustos de los estudiantes que las escuchaban. En Estados Unidos el término más empleado fue «indie», denominación que nació alrededor de 1985 para agrupar a varios subgéneros y que sigue vigente en la actualidad. «Indie rock» fue la expresión equivalente en EE. UU. hasta el auge comercial que vivió el género en los primeros 90, debido a que la mayoría de estos grupos grababan en compañías independientes. Hacia el año 1990 se popularizó el término «rock alternativo», aunque la expresión comenzó a utilizarse a mediados de los años 1980.
El rock alternativo se ha definido desde sus inicios por su rechazo al mercantilismo de la cultura establecida. Los grupos alternativos de la década de 1980 actuaban en pequeños clubes, grababan en discográficas independientes y eran conocidos por sus seguidores a través del boca a boca. El rock alternativo no es un estilo musical como tal, sino una denominación muy amplia que abarca desde las guitarras distorsionadas y las letras depresivas del grunge, hasta la inocencia desaliñada del twee pop, pasando por el pop revivalista del britpop, las melodías etéreas del dream pop o la experimentación del post rock.

## Historia

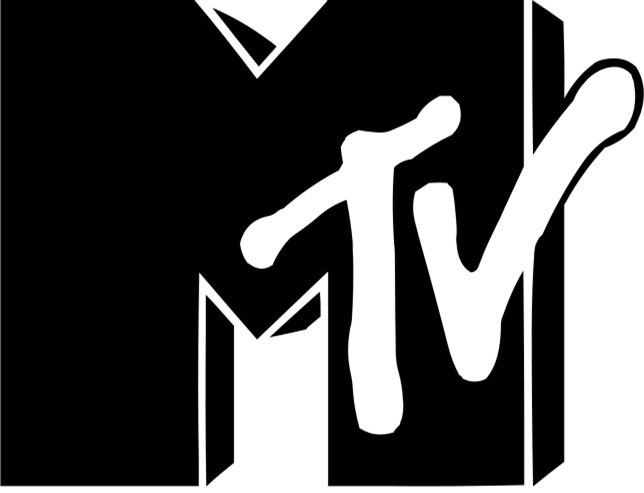
El canal MTV sirvió para promocionar a muchas bandas del rock alternativo.

A pesar de que los orígenes del género pueden rastrearse hasta bandas de los 60's como The Beatles o The Velvet Underground, no es hasta los años ochenta que las radios universitarias de EE. UU. comenzaron a difundir el rock alternativo mientras las emisoras comerciales ignoraban este término. Sin embargo, en el Reino Unido fue divulgado en la BBC One por varios disc jockeys, entre los que destaca especialmente John Peel, célebre en todo el mundo por sus famosas Peel Sessions. Por este motivo, algunos artistas que eran considerados de culto en los Estados Unidos, obtuvieron un considerable éxito en el Reino Unido. En 1986 nació el programa nocturno 120 Minutes en la cadena de televisión MTV, espacio que se convertiría en el escaparate más popular del rock alternativo hasta su explosión comercial en los años 1990.
Aunque la mayoría de los artistas alternativos de la década de 1980 no consiguieron grandes ventas de sus discos, ejercieron una considerable influencia en los músicos que crecieron en esta década y pusieron la base para su posterior éxito masivo. El éxito comercial del álbum Violator de Depeche Mode, editado en 1990, llevó a muchos grupos de rock alternativo (a pesar de que "Depeche Mode" no es una banda alternativa) a introducirse en el mainstream, cosechando grandes ventas a la vez que buenas críticas por parte de la prensa especializada. Sin embargo, muchos de estos artistas rechazaban el éxito por contradecir la ética do it yourself y la idea de autenticidad artística en la que siempre habían creído antes de obtener la popularidad. Después de que la mayoría de estos grupos se disolvieran o se apartaran voluntariamente del foco de atención, el rock alternativo dejó de ser popular entre las audiencias mainstream.

### Rockalternativo en el Reino Unido
El post-punk británico jugó un papel importante dentro del rock alternativo, fueron bandas de post-punk como The Cure o Siouxsie And The Banshees las que empezaron a experimentar y renovar su estilo musical post-punk/new wave hasta llegar a lo que sería el rock alternativo de principio de los años 1980. Joy Division aunque nunca llegó a categorizarse como una banda de rock alternativo, ayudó e influyó a que otras bandas que ya tocaban con influencias post-punk evolucionaran su música hasta el rock alternativo como lo son U2 y The Smiths llegando estas dos bandas a lograr grandes ventas mientras influían a toda una generación de bandas.
Su utilización de la guitarra eléctrica en una época dominada por los sintetizadores, es visto como el final de la new wave en el Reino Unido, logrando convertirse también en un grupo de culto en muchos otros países. Tras la disolución de los Smiths en 1987, su cantante Morrissey inició su carrera en solitario tan influyente como la desarrollada con su antiguo grupo, al mismo tiempo que otros grupos como The Housemartins, James (banda) y The Wedding Present incidieron en el mismo estilo que los Smiths. Una canción de The Wedding Present fue incluida en el célebre casete C86 que publicó el New Musical Express.
Esta cinta dio nombre al movimiento musical del mismo nombre y se convirtió en la principal influencia en el desarrollo de la escena alternativa británica en general y del indie pop en particular. Otros grupos que aparecían en el mismo casete fueron The Pastels, Primal Scream y Soup Dragons, bandas estas dos últimas que cambiarían su sonido utilizando elementos de música electrónica pocos años más tarde.
En el Reino Unido también surgieron otras formas de rock alternativo durante los años 1980, como el que practicaban New Order, grupo que surgió de las cenizas de Joy Division tras el suicidio de su líder Ian Curtis y que experimentaba con influencias de la música electrónica y del house integrándolas en canciones indie. Asimismo, el estilo de The Jesus and Mary Chain, que se basaba en melodías pop envueltas en muros de guitarras ruidosas, junto al dream pop de grupos como Cocteau Twins y el rock espacial de Spacemen 3 fueron las principales influencias de la corriente shoegazing nacida a finales de la década.
Este movimiento fue bautizado de esta forma por la costumbre de los miembros de los grupos que lo integraban de mirar hacia abajo mientras actuaban en directo, entre estas bandas destacaron My Bloody Valentine, Slowdive, Ride o Swervedriver y fueron predominantes en la prensa británica a finales de la década. El shoegazing compartió protagonismo con la escena Madchester surgida en la ciudad de Mánchester alrededor de la discoteca The Haçienda y del sello Factory Records y estuvo representada por grupos como Happy Mondays, The Stone Roses o The Charlatans, que combinaban el indie, el rock psicodélico y la cultura rave.
A principio del año 2000, los ingleses Muse empiezan a coger una gran popularidad en el rock alternativo, añadiéndole a este estilo algo de pop rock, rock clásico, melodías rápidas, agresivas y sonidos distorsionados propios de la banda.

#### Britpop y post-britpop
Con el declive de la escena Mánchester y lo poco glamuroso del shoegazing, el grunge americano dominó la escena alternativa y la prensa británica en los primeros 90. En cambio, solo unos pocos grupos alternativos, como Radiohead, U2 o The Cure fueron capaces de conseguir repercusión en EE. UU.
Como reacción a esta invasión estadounidense, surgieron varios grupos insolentemente británicos que se propusieron «mandar a paseo al grunge» y declararon la guerra musical a Estados Unidos con ayuda del público y la prensa del Reino Unido.
Bautizado como britpop por la prensa musical y con Oasis, Blur, Suede, The Verve, Pulp y más adelante Placebo como cabezas visibles, el movimiento se convirtió en el equivalente británico a la explosión grunge e impulsó al rock alternativo de este país a figurar en las listas de ventas de otros muchos, además de provocar una revitalización de la cultura juvenil británica que fue conocida como Cool Britannia. En 1995 el fenómeno britpop culminó con la publicitada rivalidad de sus dos grupos de cabecera, Oasis y Blur, simbolizada cuando lanzaron sus respectivos nuevos sencillos en el mismo día. Blur ganó la batalla del Britpop, pero el álbum de Oasis (What's the Story) Morning Glory se convirtió en el tercer disco más vendido en la historia del Reino Unido, éxito que tuvo continuación en muchos otros países.
El britpop comenzó a decaer cuando el tercer disco de Oasis Be Here Now recibió críticas poco entusiastas y Blur fue incorporando a su música influencias del rock alternativo estadounidense a partir de su álbum homónimo. Paralelamente, Radiohead consiguió que su disco OK Computer fuera aclamado por la crítica marcando un gran contraste con el tradicionalismo del britpop e influyendo a muchísimos músicos y grupos. El indie rock británico reciente ha resurgido en parte gracias al éxito cosechado por The Strokes en el Reino Unido, mayor que en su país de origen. Al igual que ocurre en el indie rock estadounidense actual, muchos grupos alternativos británicos como Franz Ferdinand, The Libertines, Bloc Party o Arctic Monkeys recogen la herencia de bandas post-punk como Joy Division, Wire, Gang of Four o The Cure.

### Rockalternativo en los Estados Unidos
Los primeros grupos alternativos estadounidenses como Violent Femmes o The Feelies combinaban las influencias del punk con música folk norteamericana y sonidos más comerciales. R.E.M. fue el primer grupo alternativo en tener éxito comercial cuando su álbum de debut de 1983, Murmur, entró en el Top 40 en EE. UU. La corriente llamada Paisley Underground, surgida en Los Ángeles y representada por grupos como Dream Syndicate o Green on Red, también estaba muy relacionada con el sonido de R.E.M. al incorporar en su música influencias del rock psicodélico y armonías vocales y juegos de guitarras característicos del folk rock, combinadas con la herencia del punk y de grupos de culto como The Velvet Underground. Todas estas bandas fueron agrupadas en Europa bajo la denominación «Nuevo rock americano», nombre que se popularizó a mediados de la década de 1980 para referirse a este sonido.
Varias discográficas indie estadounidenses, como SST, Twin/Tone, Touch and Go, Dischord Records o Sub Pop protagonizaron la transición desde el hardcore punk, que fue la corriente dominante en la escena underground norteamericana a principios de la década de 1980 hasta los diferentes estilos de rock alternativo que estaban surgiendo de este. Los grupos de Mineápolis Hüsker Dü y The Replacements fueron representativos de este cambio, ya que procediendo del hardcore pronto ampliaron sus influencias evolucionando hacia un sonido más melódico que culminó en los álbumes Zen Arcade de Hüsker Dü y Let it Be de The Replacements, ambos publicados en 1984. Estos dos discos, así como los siguientes que grabarían ambos grupos, fueron aclamados por la crítica y llamaron la atención hacia el emergente rock alternativo. En el mismo año la discográfica SST también publicó discos de otros grupos que contribuyeron a la expansión de la escena, como es el caso de Minutemen y Meat Puppets, quienes combinaban el punk con funk y country respectivamente.
Al igual que estos grupos, otras bandas comenzaron a sumar otras referencias a su sonido para el rock alternativo, partiendo del hardcore. Dentro de la activa escena de Washington D. C. impulsados por la discográfica Dischord Records y grupos como Rites of Spring y Embrace, cuyos miembros formarían la influyente banda Fugazi en 1987. Al mismo tiempo Bad Religion se convirtió en el grupo más importante del hardcore melódico, dando cobijo a otros grupos del mismo género que fueron evolucionando hasta el rock alternativo en la discográfica de su propiedad Epitaph Records. Bandas que hicieron su transición de hardcore punk hacia el rock alternativo son por ejemplo la banda Soul Asylum.
A finales de la década, la escena independiente estadounidense y las radios universitarias estaban dominadas tanto por el college rock de They Might Be Giants, Camper Van Beethoven, o Throwing Muses, como por el noise rock de Sonic Youth y Dinosaur Jr, o por las propuestas más ruidistas y desafiantes de los Pixies, Big Black, Butthole Surfers o Pussy Galore.
Durante este periodo varios grupos alternativos comenzaron a firmar contratos con discográficas multinacionales, como fue el caso de Hüsker Dü y The Replacements, quienes obtuvieron una mínima repercusión. Por el contrario, otros grupos como R.E.M. y Jane's Addiction consiguieron discos de oro y platino, preparando así el camino para la explosión alternativa posterior. El caso de los Pixies fue diferente, ya que consiguieron una notable repercusión en Europa mientras en su país fueron ignorados por el público y la industria.

#### Elgrungey el éxito comercial
El grunge fue un subgénero del rock alternativo que nació en la ciudad de Seattle a mediados de la década de 1980 y que sintetizó el hard rock de los primeros 70 y el hardcore punk mediante el uso de guitarras distorsionadas, efectos fuzz y acoples. El año 1991 se convirtió en un año clave en el rock alternativo en general y en el grunge en particular debido a la publicación de Nevermind, el segundo y más conocido álbum de Nirvana, así como de los álbumes Ten de Pearl Jam, Badmotorfinger de Soundgarden, además de álbumes alternativos como Out of Time de R.E.M. y Blood Sugar Sex Magik de Red Hot Chili Peppers.
El sorprendente éxito de Nirvana con Nevermind provocó que las radios comerciales comenzaran a programar rock alternativo y abrió las puertas del mainstream a otros grupos, al mismo tiempo que las multinacionales discográficas, confusas por el éxito del género e impacientes por sacarle partido, empezaron a contratar masivamente a grupos alternativos.
La explosión del rock alternativo contó en los Estados Unidos con la ayuda de la cadena televisiva MTV y de Lollapalooza, un festival itinerante que ayudó a popularizar a grupos alternativos como Nine Inch Nails, Primus, The Smashing Pumpkins, o Hole. A mediados de la década de 1990 la música alternativa era sinónimo de grunge para los medios de comunicación no especializados y para el público general, y la supuesta «cultura alternativa» comenzó a ser comercializada al igual que ocurrió con la contracultura hippie a finales de los años 1960. Durante los años 1990 muchos artistas de música comercial como Alanis Morissette o Hootie and the Blowfish fueron promocionados por las discográficas multinacionales como artistas alternativos aprovechando la popularidad del género, al mismo tiempo que otros grupos como Third Eye Blind, Goo Goo Dolls o Matchbox 20 tomaron ciertas características del rock alternativo para darles un sonido más comercial y convencional. El New York Times afirmó en 1993 que «el rock alternativo no parece ya muy alternativo, cada multinacional tiene un puñado de grupos guitarreros con camisas anchas y vaqueros raídos, grupos con aspecto rebelde y buenos riffs que cultivan lo oblicuo y lo evasivo, que ocultan melodías pegadizas con ruido y música de artesanía con despreocupación».
Pese a esta banalización, la música alternativa que se mantuvo alejada de las compañías multinacionales y el ruido mediático vivió una época de gran creatividad en la que surgieron multitud de grupos noveles y nuevos sellos como Domino Records, Matador Records o Merge, que se sumaron a los creados durante los años 1980. También surgieron otros géneros de rock alternativo como el Lo fi (en español baja fidelidad), representado por grupos como Pavement, Sebadoh o Guided by Voices, movimiento que volvía a las raíces del rock alternativo dando más importancia a la música y la actitud que a la pericia instrumental y a las grabaciones sofisticadas. Otros nuevos géneros como el post-rock y el math rock se caracterizaron por explorar nuevas vías combinando el jazz, el rock experimental y el krautrock con el rock independiente.
Por su parte, el movimiento Riot Grrl, cuyo mayor exponente fue el grupo Bikini Kill, reivindicaba un mayor protagonismo de las mujeres en el rock y se inspiraba en mujeres como Kim Gordon o Kim Deal y en grupos femeninos como Hole, L7 o Babes in Toyland. Las mujeres, a diferencia de otras corrientes musicales anteriores, tuvieron un gran peso en el rock alternativo; muchas bandas contaron con chicas instrumentistas en su formación y grupos y artistas como Throwing Muses, Belly, The Breeders, Liz Phair, Juliana Hatfield, Come, Sleater-Kinney o la británica PJ Harvey entre otras, destacaron por sus letras en las que trataban temas como el amor y el sexo desde una perspectiva femenina y en ocasiones feminista.
El protagonismo del rock alternativo en el mainstream comenzó a declinar por varios motivos, entre ellos la muerte de Kurt Cobain en 1994 y el litigio de Pearl Jam contra la promotora de conciertos Ticketmaster, que provocó que no pudieran actuar en buena parte de los Estados Unidos. Sin embargo, otros grupos como The Wallflowers (Banda formada por Jakob Dylan, hijo del legendario músico Bob Dylan), Weezer o Foo Fighters y grupos de punk rock como Green Day y Offspring que también fueron etiquetados como alternativos en la época, siguieron gozando de grandes ventas a mediados de la década. En 1998 otro hecho significativo mostró el declive del rock alternativo más orientado al mainstream cuando el festival Lollapalooza no pudo encontrar un cabeza de cartel para la edición de ese año, a lo que se refirió la revista Spin cuando afirmó que «en estos momentos Lollapalooza se encuentra en una situación comatosa al igual que el rock alternativo». A comienzos del siglo XXI los principales grupos alternativos que consiguieron éxito en la década anterior como Nirvana, The Smashing Pumpkins, Soundgarden, Alice in Chains, Rage Against the Machine y Hole se habían disuelto. Mientras tanto, el indie rock se estaba diversificando por medio de grupos como Modest Mouse, Bright Eyes o Death Cab for Cutie, y de otros que revisitaban el garage rock como The White Stripes, Linkin Park, The Strokes o el post-punk como Interpol, bandas que consiguieron llevar otra vez el rock alternativo a las listas de éxitos. Debido al éxito de estos grupos, la revista Entertainment Weekly publicó en 2004: «Después de casi una década de dominio de grupos de rap rock y nu-metal, el rock alternativo de éxito por fin vuelve a ser bueno».

### Rockalternativo cristiano

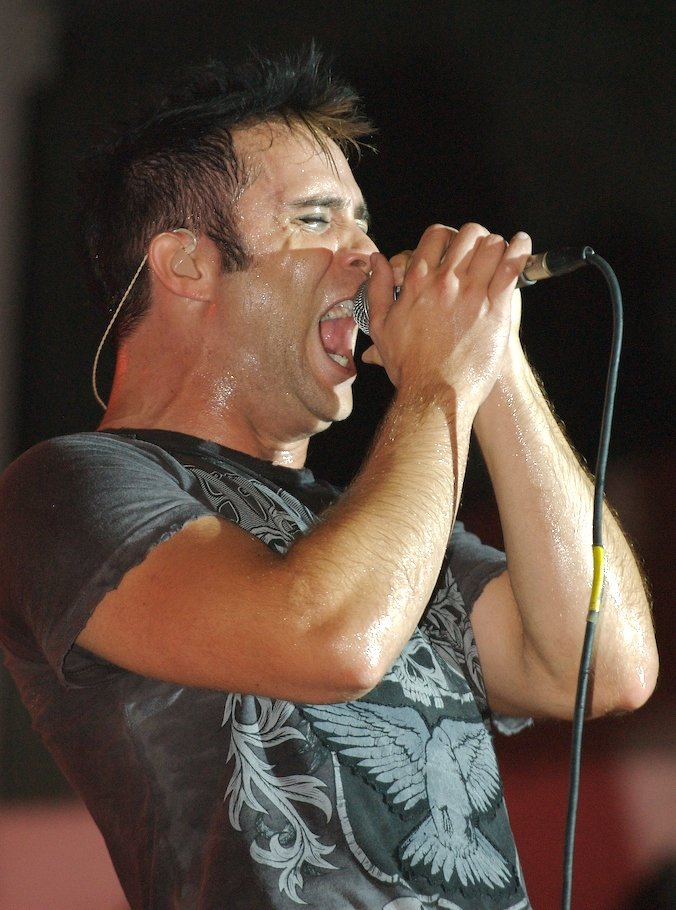
John Cooper, vocalista de Skillet.

Música Alternativa Cristiana (MAC) es una forma de rock alternativo la música que se basa en una lírica cristiana en su visión del mundo. ACM sus siglas en inglés no se limita a estilos como el rock alternativo, pero también incluye rap y hip hop. A diferencia de la Música cristiana y rock cristiano, ACM en general, hace hincapié en el estilo musical sobre el contenido lírico. El grado en que la fe aparece en la música varía de un artista a artista. La música alternativa cristiana tiene sus raíces en la década de 1980, como los primeros esfuerzos en el Christian punk y la música new wave fueron grabadas por artistas como Daniel Amos, Andy McCarroll y el apoyo moral, Undercover, The 77s, Adam Again, Quickflight, Coro Juvenil (más tarde rebautizada El Coro), Salvavidas Underground, Michael Knott, Los monaguillos, Desayuno con Amy, Steve Taylor, 4-4-1, David Edwards, Clavel Negro y Vector.
En la década de 1990, muchas de estas bandas se había separado, ya no se realizan o se realizaban por sellos independientes porque su música tiende a ser líricamente más complejas (y a menudo más controvertida) de corriente La música pop cristiana. Estas etiquetas temprana (la mayoría ya desaparecido) incluido Rubia de vinilo, Frontline, Exit, Y Refugio. El mercado moderno se encuentra actualmente con el apoyo de marcas como Tooth & Nail Records, Gotee y Floodgate. Estas empresas son parcialmente de propiedad de las etiquetas de mercado general, tales como Warner, EMI, y Capitol Records, ofreciendo a los artistas una oportunidad de éxito "cruzan" en los principales mercados. El estilo es a veces mezclada con alternative metal y rap-rock influencias, en casos como el Pillar (banda).

### Rockalternativo en otros países

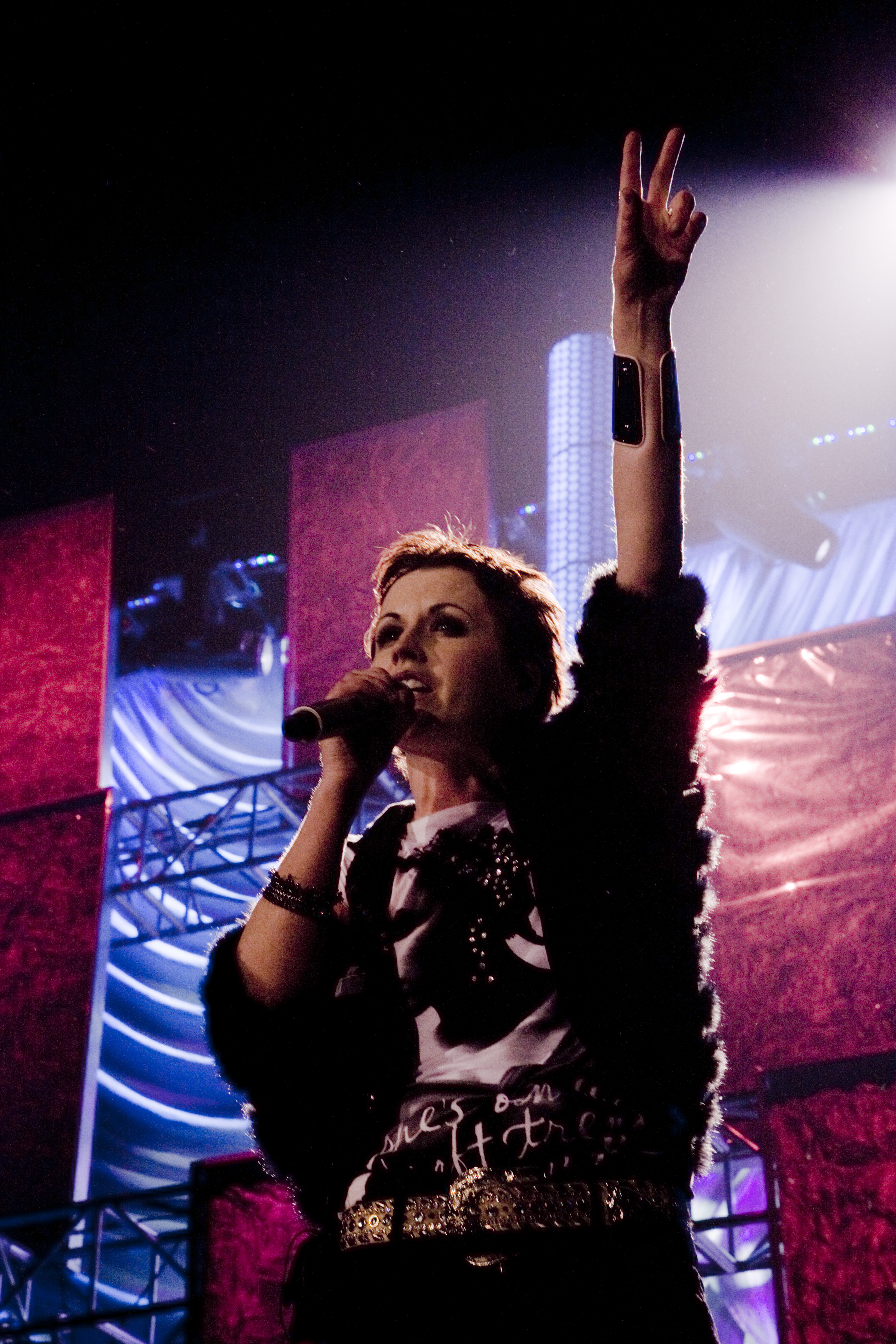
Dolores O'Riordan, vocalista de The Cranberries.

- En Australia han surgido muchos grupos de rock alternativo de diversos estilos desde los años ochenta, desde Nick Cave and the Bad Seeds, hasta los más recientes The Vines, pasando por el indie rock de The Go-Betweens, el garage revival de Jet o el grunge de Silverchair.

- En Canadá el rock alternativo ha experimentado un notable ascenso en los últimos años que han situado a este país como uno de los más activos dentro de la escena alternativa con grupos como Nickelback, Arcade Fire, Three Days Grace, The Hidden Cameras entre otros.

- En Finlandia el máximo representante de estilo es el grupo Poets of the Fall, galardonado con numerosos premios y que ya cuenta con tres discos. The Rasmus y HIM.

- En España empezaron a destacar numerosos grupos en la década de 1980 gracias a la Movida Madrileña a nivel nacional. Pero fue a finales de los años 1980 y a partir de la década de 1990 cuando aparecieron grupos como Dover, o Sôber que tuvieron éxito internacional. Más tarde empezaron a aparecer grupos como Nothink, Dikers, Ragdog, Vértigo (actualmente UVE), Pereza, Pignoise (los dos últimos llegaron a obtener mucho éxito entre las grandes masas).

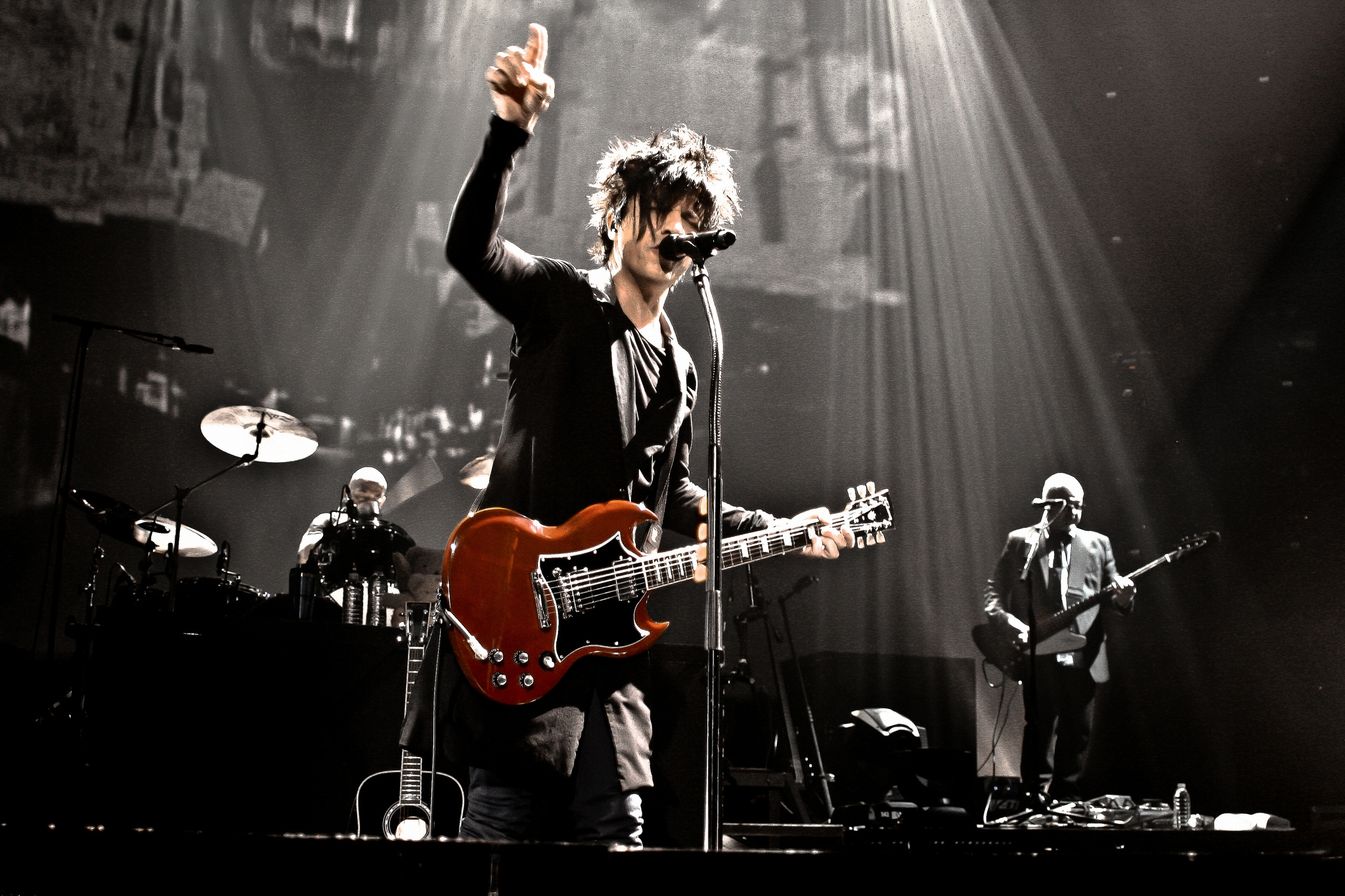
El cantante y guitarrista Nicola Sirkis, líder de Indochine.

- En Francia muchos artistas alternativos han adaptado la herencia del pop de su país al rock alternativo de origen anglosajón. En los años 1980 comenzaron a editar discos el grupo Indochine, cuya dilatada carrera se perpetua hasta la actualidad, convirtiéndose en el grupo de rock alternativo francés con mayor impacto internacional de la historia con más de 10 millones de copias vendidas alrededor del mundo. En los años 1990 comenzaron a destacar Dominique A, Diabologum, Yann Tiersen o Françoiz Breut, y en los años 2000 han aparecido artistas como Benjamin Biolay, Keren Ann o Coralie Clément que inciden en esta fusión.

- También Islandia tiene un lugar en el panorama alternativo internacional desde que The Sugarcubes se popularizasen a finales de la década de 1980 y posteriormente su cantante Björk se embarcara en su exitosa carrera en solitario. Otros grupos destacados surgidos en la última década han sido Sigur Rós y la agrupación de indietrónica Múm.

### Rockalternativo en países hispanohablantes

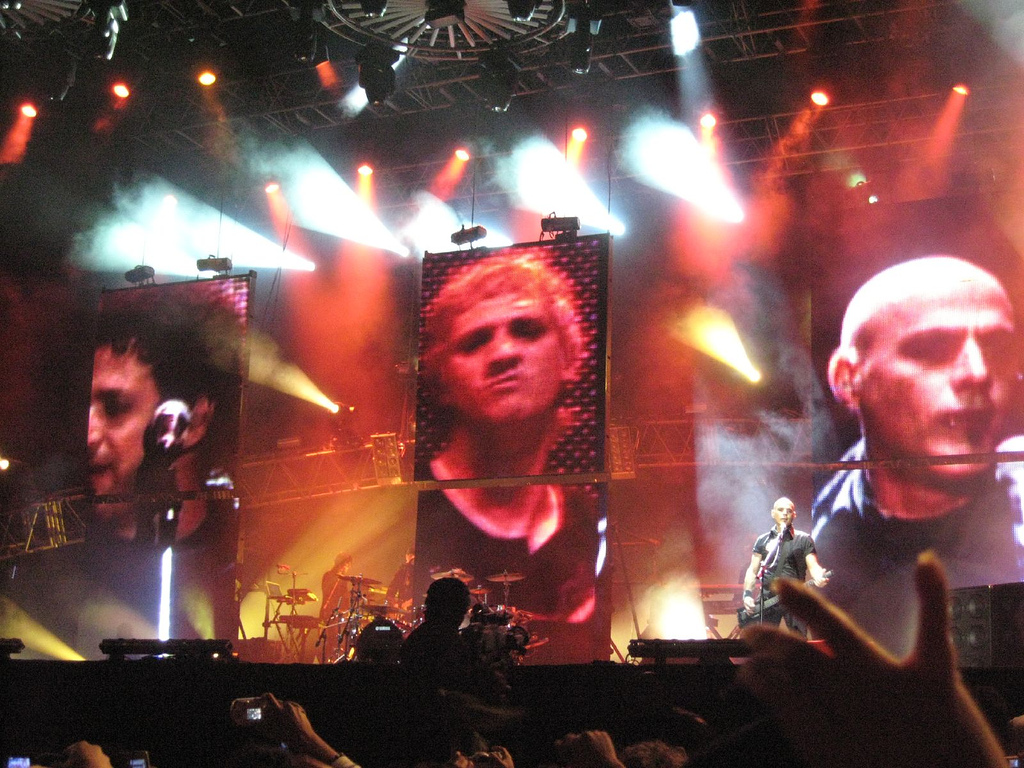
Soda Stereo en Lima.

- En Argentina: Soda Stereo es uno de los grandes referentes del rock Argentino, y también del rock alternativo Argentino. Si bien su carrera siempre fue cercana al pop, en la década de 1980 se habían acercado bastante al new wave, y fue en el comienzo de su "segunda etapa" cuando entraron más de lleno en el rock alternativo. El álbum Dynamo de 1992, marcó su camino por la escena alternativa. Más tarde, en 1995, lanzaron Sueño Stereo, también inspirado en ese sonido. El mismo Dynamo, influenciado directamente por el shoegaze,[44] es considerado el disco referente de la escena indie argentina y un antes y un después en la historia del rock en español. Prueba de esto son casi todas las bandas influenciadas por estos trabajos, por ejemplo, Babasónicos, Tan Biónica y Los Brujos. Además Soda Stereo ayudó a la popularización de estas bandas ya que muchas de ellas fueron invitadas a telonear los conciertos de la banda. Considerando las influencias de Soda Stereo, se mencionan a The Cure, Radiohead y a otras bandas del género indie. El mismo Gustavo Cerati incursionó el rock alternativo en su etapa solista, dejando dos discos muy destacados como lo son Amor Amarillo de 1993 y especialmente Bocanada de 1999 que es considerado su mayor obra maestra.[45][46] Fun People, banda de hardcore-punk, que también ha sido importante y ha influenciado a muchas otras bandas locales, Olvidar (Río Gallegos, Santa Cruz) Influenciados por muchas bandas como Don Tetto y bandas nacionales como Attaque 77 (banda de punk alternativo), y El Otro Yo, grupo que cuenta con pasajes punk e influencias principalmente de Nirvana, que logró afianzarse como una banda importante. Además, otras bandas, como Bersuit Vergarabat e Illya Kuryaki and the Valderramas, también fusionaban sus ritmos pegajosos con un toque de música alternativa. Estos últimos conocidos como IKV se consideraban un grupo raro y entre sus influencias se destacaban a Prince con mezclas similares a Red Hot Chili Peppers y otras bandas más dentro de la escena del rock alternativo. Llegado el nuevo milenio se sumaron al sonido bandas como Cuentos Borgeanos, quienes introdujeron aspectos brit-pop e indie-rock, Carajo desde el Nu metal, Él Mató a un Policía Motorizado desde el Noise Rock. Posteriormente nuevas bandas han crecido y redefinido el género de "rock alternativo", entre ellas se puede destacar Experimental Blah Blah, característica de la escena indie de Argentina en la primera década de 2000, Superchería, The Painful Stage of Jimmy, Tulús, Phonalex, El Silencio de Igor, Nimbo, La Teoría del Caos, etc. Desde la segunda década de 2000 aparecen en gran medida nuevos grupos de la escena underground inspirados en su mayoría en la escena alternativa argentina de la década de 1990 y en la estadounidense de los años 1980, entre ellas se destacan Bestia Bebé, Mi Amigo Invencible, Valentín y Los Volcanes, Los Totales, Tobogán Andaluz, Los Reyes del Falsete, Los Chaboncitos, Viva Elástico, Sr. Tomate, Rayos de la Niñez, El Perrodiablo, Shaman y Los Pilares, Los Monos, La Ola Que Quería Ser Chau, Monstruo!, Dlirio J. Seventy, entre otros. Algunas de estas bandas se presentan en recitales como el Lollapalooza Argentina.

- En Chile: Los más conocidos surgieron a finales de la década de 1980 y los años 1990. Bandas como Los Prisioneros, La Ley y Los Tres marcaron una tendencia en la polarizada sociedad chilena de la época y se volvieron muy populares, hasta el día de hoy. También muchas bandas han surgido de la escena musical chilena hacia la internacional como Saiko, Lucybell, Sinergia, The Ganjas, Los Bunkers y Rekiem.

- En Colombia: Aterciopelados lidera la escena de la música alternativa colombiana con fama y repercusión internacional, también hay otros muchos grupos como Stayway, Aviones, Donna Joe Radio, Persei4, The Hall Effect, The Mills, Dyënno, El Sin Sentido, Latam, Mundo Invisible, V for Volume, Tres y Yo, Poligamia y The Other Planet, que mezclan sonidos roqueros disímiles como David Bowie, Foo Fighters, Nick Cave and The Bad Seeds, Portishead, Radiohead, Sonic Youth, Linkin Park y Pixies entre otros, con letras profundas, armonías simples y sonidos densos. También se destacan solistas del rock alternativo como Juanes, que mezcla rock con pop latino, cumbia y world music. Y Carrera Séptima.

- En Costa Rica: La escena roquera costarricense se puede decir que nace a finales de la década de 1980 con la agrupación Café con Leche, liderada por José Capmany (fallecido en el 2001), en los noventa grupos como El Parque e Indigo lideran una efervescente escena, la cual dio paso a grupos como Evolución, Gandhi y otros. Después la escena alternativa se encuentra liderada por grupos como los anteriormente citados El Parque, Evolución y Gandhi, además de Parque en el Espacio entre otros.

- En Ecuador: Las bandas más relevantes de la década de 1980, dentro de la cultura "Undeground" son: Tercer Mundo, Sal y Mileto, La Trifullka, Mozzarella, Tarkus, Spectrum, WIzard, C.R.Y, Krilac, Clip, Tranzas, Right, Mike Albornzoz, Taller, Los Descontrolados, Abraxas, Mouline Rouge, Bolsas tristes, Reynaldo Egas, Demolición, Blaze, Ten Years After, Equinox, Excálibur, Mandrágora. Bandas que emulando sonidos del rock mundial, logran fusionarlo con música de la región y darle a las letras tintes sociales, que se revelan contra los problemas políticos de la época.

- En España empezaron a destacar numerosos grupos en la década de 1980 gracias a la Movida Madrileña a nivel nacional. Pero fue a finales de los años 1980 y a partir de la década de 1990 cuando aparecieron grupos como Dover, o Sôber que tuvieron éxito internacional. Más tarde empezaron a aparecer grupos como Nothink, Dikers, Ragdog, Vértigo (actualmente UVE), Pereza, Pignoise (los dos últimos llegaron a obtener mucho éxito entre las grandes masas).

- En México: Caifanes, Neón, Bon y los enemigos del silencio fueron los iniciadores del movimiento en este país, sin embargo el mayor auge en la década de 1990 se dio gracias al sello discográfico Culebra, en donde se grabaron álbumes históricos del rock mexicano de grandes bandas como: La Castañeda, Santa Sabina, Botellita de Jerez, La Lupita, Tijuana No! Cuca. También figuraron con gran fuerza: Café Tacvba, Fobia, Molotov, Plastilina Mosh, Zurdok.

- En Paraguay: Flou, En poco tiempo, logró la atención de un gran número de personas y ha conseguido un lugar destacado dentro de la escena local del Paraguay. Se puede decir que están entre los músicos más populares de su país.

- En Perú: Para finales de la década de 1980 grupos como Río y Arena Hash ya daban indicios de lo comercial (por supuesto que en ciertas radios de Lima) de su propuesta, que no va con el espíritu de los años 1990. En 1992 aparece en escena la banda de rock Mar de Copas (uno de sus temas más clásicos es "Un día sin sexo", lanzado como sencillo en 2005); en 1994 surge la banda D'Mente Común; posteriormente aparecería en la escena en 1997 la banda Amen que lanza su álbum debut titulado Libr; para 1998, aparece Libido una de las bandas más emblemáticas del rock alternativo peruano e hispano, lanzan su primera producción titulada homónimamente Libido el cual marcaría un punto distinto ya que era un disco con un sonido a rock alternativo anglosajón e influenciado por bandas como Radiohead, Nirvana y el movimiento grunge al cual le seguirían dos álbumes muy exitosos Hembra (2000) y Pop*Porn (2002); así mismo, también en 1998, surgen bandas como Cementerio Club (1998) y Huelga de hambre (1998) (banda con mucha influencia grunge, alternativa y hard rock); ya para el nuevo milenio bandas como Zen y Madre Matilda seguirían con este género; en 2002 surge la banda Cuchillazo, con canciones que fueron utilizadas en series famosas de la televisión peruana; la banda Cementerio Club da que hablar con su disco homónimo y su sencillo "Underground" se convierte en uno de los temas más importantes de la escena alternativa; en Lima surgió el grupo llamado AlternativaMente.

- En República Dominicana: Toque Profundo con álbumes como Moneda y Cría Cuervos; Al Jadaqui con su álbum Toma uno; Poket y Tabu-Tek, con Syntetic.

- En Uruguay: Los Buenos Muchachos, en permanente ascenso, toman elementos de bandas como Sonic Youth o Pixies.

- En Venezuela: La Vida Boheme y Caramelos de Cianuro son los dos exponentes más reconocidos del rock alternativo de este país. Sin embargo, las bandas "míticas" del rock venezolano son Zapato 3 y Sentimiento Muerto (80 y 90), también se destacan Solares, Claroscuro y Dermis Tatú; otros grupos interesantes son Autopista Sur, Sur Carabela, Submarino y Los Telecaster. En la escena posterior también se encuentran Sin dirección, Los Paranoias, Los Mentas, The Asbestos, Los Mesoneros, Tomates fritos